# Anthony Johnson
Anthony Mark Johnson (Charleston, Carolina del Sur, 2 de octubre de 1974) es un exjugador de baloncesto estadounidense que disputó 13 temporadas en la NBA. Con 1,91 metros de estatura, jugaba en la posición de base.

## Carrera

### Universidad
Tras liderar al Instituto Stall de Carolina del Sur al campeonato AA de fútbol americano, Johnson recibió una beca baloncestística del College of Charleston, donde su hermano mayor Steven sobresalió años antes. 
En su año sénior, fue nombrado jugador del año en su conferencia y lideró a Charleston al torneo de la NCAA.

### NBA
Johnson fue el primer jugador de los Cougars en ser elegido en el Draft de la NBA, seleccionado por Sacramento Kings en la 40.ª posición de la segunda ronda en 1997. En su primera temporada en la liga promedió 7,5 puntos en 62 encuentros. En las siguientes campañas jugaría en Atlanta Hawks, Orlando Magic, Cleveland Cavaliers y New Jersey Nets. 
En la 2003-04 fichó por Indiana Pacers, donde su carrera resurgió, promediando cerca de 22 minutos de juego y 6,5 puntos por partido. Pasó dos temporadas más en Indiana, llegando a promediar más de 27 minutos y 9 puntos. En su última temporada en Indiana, en los playoffs de 2006, realizó el mejor partido de su carrera anotando 40 puntos ante New Jersey Nets en el sexto encuentro de primera ronda, siendo la segunda mejor marca para un jugador de los Pacers tras los 41 puntos de Reggie Miller.
En verano de 2006, fue traspasado a Dallas Mavericks a cambio del base Darrell Armstrong, y los aleros Josh Powell y Rawle Marshall. Duró poco en la plantilla, ya que el 22 de febrero de 2007 le enviaron a Atlanta Hawks por una elección de segunda ronda de draft, cumpliendo su tercera etapa en los Hawks en su carrera.
El 16 de febrero de 2008 fue traspasado a Sacramento Kings junto con Shelden Williams, Tyronn Lue, Lorenzen Wright y una segunda ronda del draft de 2008 a cambio del base Mike Bibby. Tras jugar hasta final de la temporada en los Kings fichó, en julio de 2008, con Orlando Magic por dos temporadas.

## Estadísticas de su carrera en la NBA

### Temporada regular
| Año     | Equipo     | PJ  | PT  | MPP  | %TC  | %3P  | %TL  | RPP | APP | ROB | TPP | PPP |
| ------- | ---------- | --- | --- | ---- | ---- | ---- | ---- | --- | --- | --- | --- | --- |
| 1997–98 | Sacramento | 77  | 62  | 29.4 | .371 | .328 | .727 | 2.2 | 4.3 | .8  | .1  | 7.5 |
| 1998–99 | Atlanta    | 49  | 2   | 18.1 | .404 | .263 | .695 | 1.5 | 2.2 | .7  | .1  | 5.0 |
| 1999–00 | Atlanta    | 38  | 2   | 11.1 | .350 | .167 | .792 | 1.0 | 1.6 | .6  | .1  | 2.4 |
| 1999–00 | Orlando    | 18  | 4   | 11.9 | .426 | .200 | .600 | .7  | .7  | .6  | .1  | 3.4 |
| 2000–01 | Atlanta    | 25  | 0   | 11.2 | .366 | .000 | .706 | .9  | 1.4 | .7  | .2  | 2.6 |
| 2000–01 | Cleveland  | 28  | 0   | 8.3  | .333 | .500 | .688 | .8  | 1.6 | .2  | .0  | 2.4 |
| 2001–02 | New Jersey | 34  | 0   | 10.8 | .411 | .333 | .640 | .9  | 1.4 | .9  | .0  | 2.8 |
| 2002–03 | New Jersey | 66  | 2   | 12.8 | .446 | .371 | .689 | 1.2 | 1.3 | .6  | .1  | 4.1 |
| 2003–04 | Indiana    | 73  | 7   | 21.9 | .406 | .336 | .798 | 1.8 | 2.8 | .9  | .1  | 6.2 |
| 2004–05 | Indiana    | 63  | 36  | 27.7 | .445 | .380 | .752 | 2.8 | 4.8 | .9  | .2  | 8.4 |
| 2005–06 | Indiana    | 75  | 53  | 26.4 | .443 | .329 | .752 | 2.2 | 4.3 | .8  | .3  | 9.2 |
| 2006–07 | Dallas     | 40  | 0   | 14.1 | .411 | .379 | .724 | 1.2 | 2.0 | .4  | .0  | 3.8 |
| 2006–07 | Atlanta    | 27  | 17  | 27.4 | .416 | .318 | .781 | 2.0 | 4.6 | .6  | .1  | 7.5 |
| 2007–08 | Atlanta    | 42  | 41  | 26.7 | .431 | .429 | .813 | 2.3 | 4.8 | 1.0 | .2  | 6.7 |
| 2007–08 | Sacramento | 27  | 11  | 15.2 | .455 | .500 | .818 | 1.4 | 2.2 | .4  | .0  | 3.9 |
| 2008–09 | Orlando    | 80  | 12  | 18.5 | .404 | .391 | .753 | 1.8 | 2.5 | .6  | .1  | 5.3 |
| 2009–10 | Orlando    | 31  | 0   | 13.1 | .441 | .333 | .950 | 1.5 | 2.0 | .4  | .0  | 4.2 |
| Total   | Total      | 793 | 249 | 19.6 | .414 | .356 | .745 | 1.7 | 2.9 | .7  | .1  | 5.6 |

### Playoffs
| Año   | Equipo     | PJ  | PT | MPP  | %TC  | %3P  | %TL  | RPP | APP | ROB | TPP | PPP  |
| ----- | ---------- | --- | -- | ---- | ---- | ---- | ---- | --- | --- | --- | --- | ---- |
| 1999  | Atlanta    | 9   | 0  | 12.3 | .276 | .500 | .700 | 1.0 | 1.1 | .1  | .1  | 2.7  |
| 2002  | New Jersey | 19  | 0  | 8.5  | .377 | .100 | .818 | .7  | 1.1 | .3  | .0  | 2.6  |
| 2003  | New Jersey | 17  | 0  | 7.2  | .548 | .500 | .833 | .7  | 1.1 | .1  | .0  | 2.5  |
| 2004  | Indiana    | 16  | 0  | 20.8 | .362 | .300 | .773 | 2.1 | 2.1 | .8  | .2  | 4.6  |
| 2005  | Indiana    | 13  | 4  | 24.3 | .351 | .348 | .806 | 2.9 | 5.1 | 1.0 | .4  | 7.0  |
| 2006  | Indiana    | 6   | 6  | 40.3 | .517 | .400 | .667 | 5.0 | 5.2 | 1.0 | .0  | 20.0 |
| 2009  | Orlando    | 19  | 1  | 14.7 | .376 | .300 | .500 | 1.4 | 2.1 | .6  | .0  | 4.3  |
| 2010  | Orlando    | 1   | 0  | 5.0  | .500 | .000 | .000 | .0  | 2.0 | .0  | .0  | 2.0  |
| Total | Total      | 100 | 11 | 15.7 | .404 | .321 | .721 | 1.6 | 2.2 | .5  | .1  | 4.8  |